# Emmabuntüs
Emmabuntüs — дистрибутив Linux, основанный на Ubuntu/Debian, и предназначенный для облегчения переупаковки компьютеров, предоставленных гуманитарным организациям, таких как сообществам Emmaüs.
Название Emmabuntüs — словослияние Emmaüs и Ubuntu.

## Возможности
- Emmabuntüs 2 может быть установлен без подключения к Интернету, так как все необходимые пакеты включены в образы. Образы включают пакеты для нескольких языков, а также необязательные несвободные кодеки, которые пользователь может выбирать, устанавливать, или нет[12].
- Для режима Live CD в Emmabuntüs 2[13], требуется 1 ГБ оперативной памяти, однако для полной установки требуется не менее 512 МБ оперативной памяти[14].
- Установщик автоматически выполняет некоторые шаги установки (имя пользователя, пароль). Установщик позволяет выбрать, устанавливать, или не устанавливать проприетарное программное обеспечение, удалять ли неиспользуемые языки для уменьшения обновлений[15].
- Emmabuntüs 2 включает в себя плагины браузеров для родительского контроля[16].
- Для упрощения доступа к программному обеспечению, есть три док-панели, которые определяются типом пользователя (дети, новички и «все»)[17].

## Графическая оболочка
Графическая оболочка — Xfce с Cairo-Dock. LXDE также включён, и может быть дополнительно установлен.

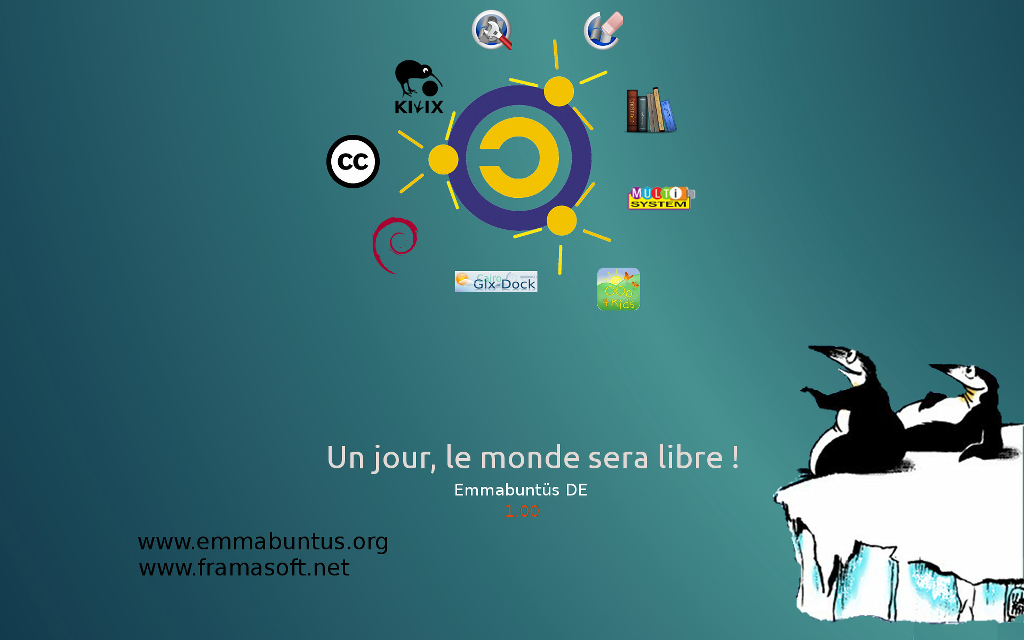
Скриншот запуска операционной системы.
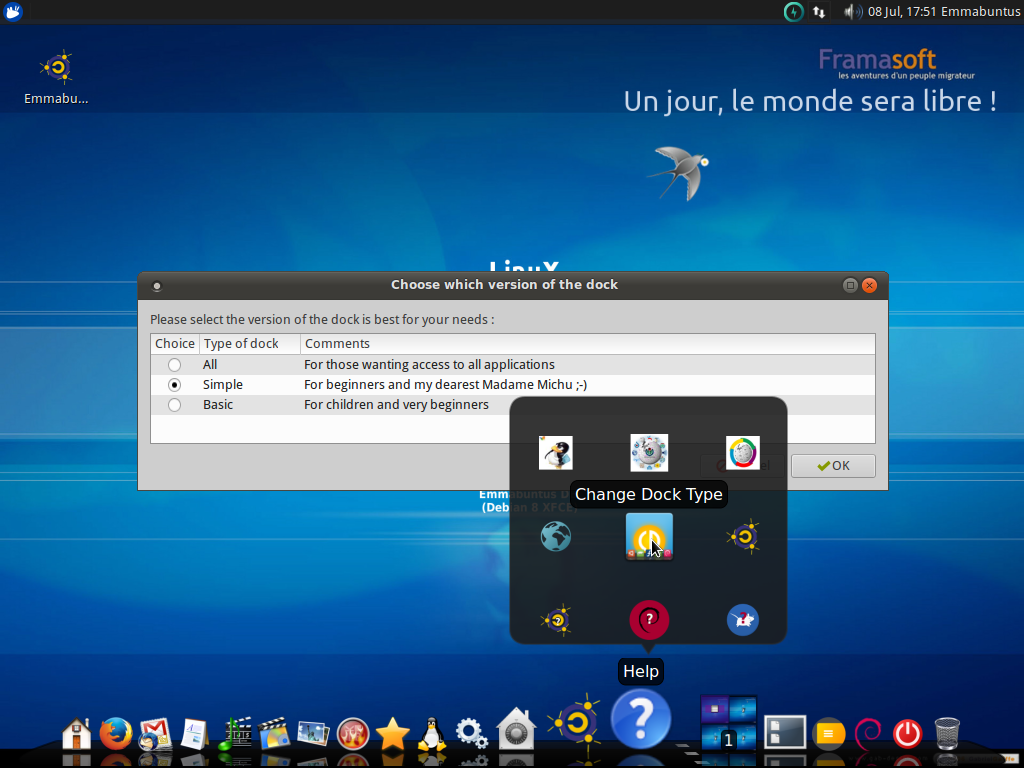
Изменение профиля док-панели.
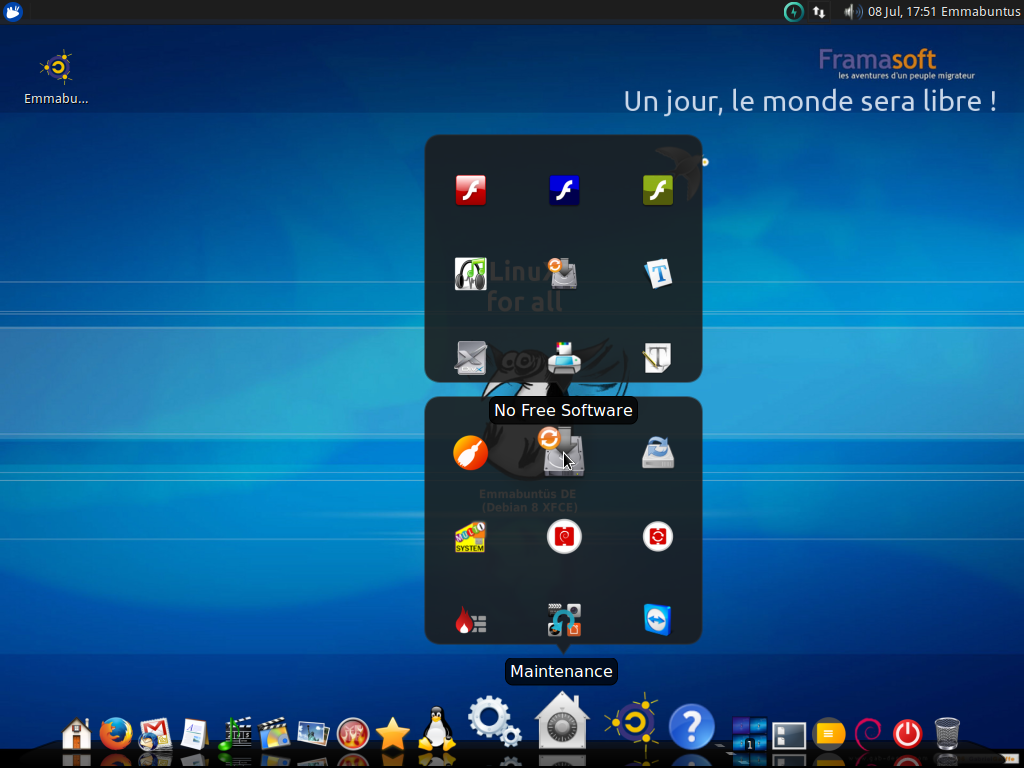
Установка несвободных кодеков.
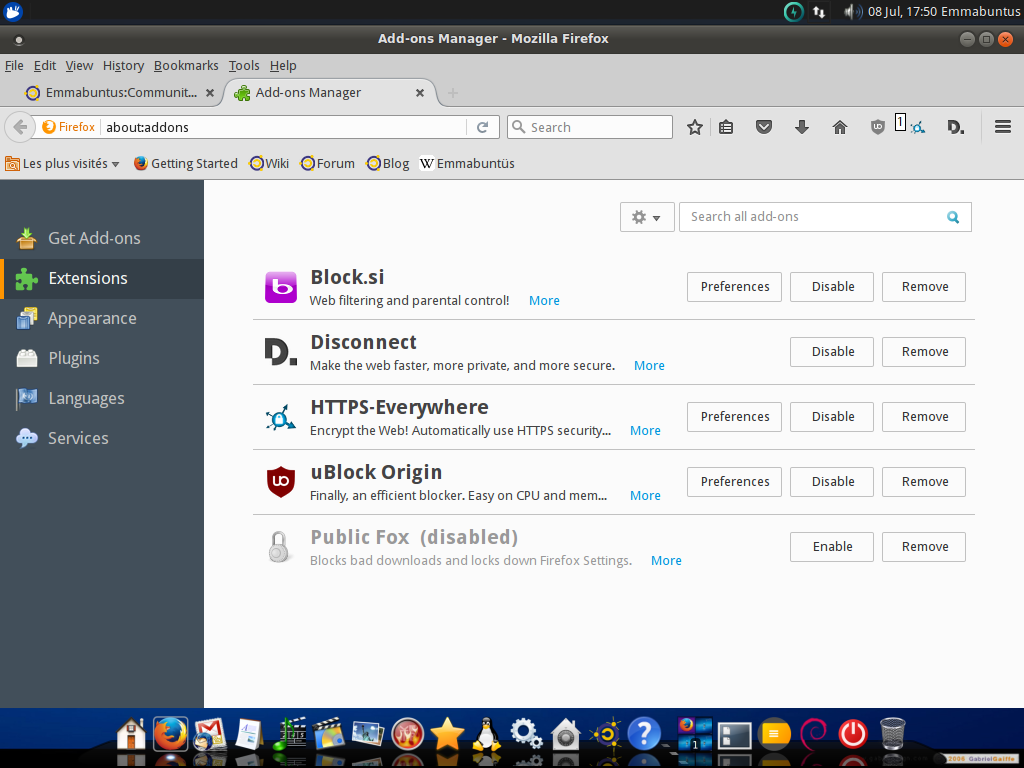
Расширения в Firefox.
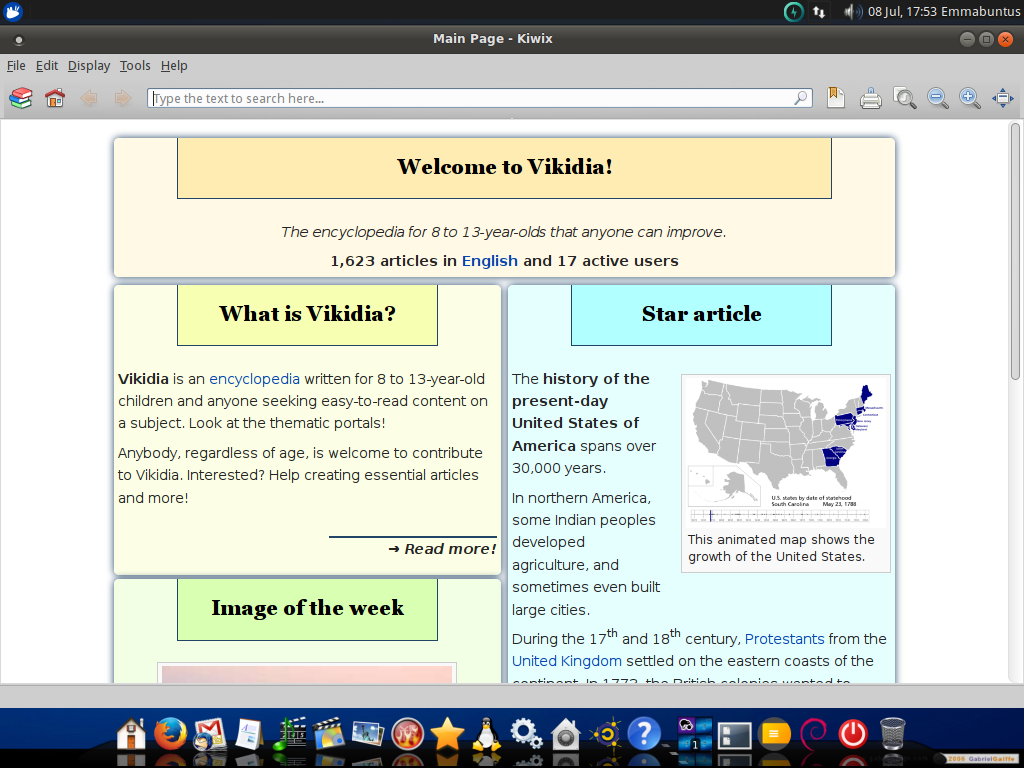
Офлайн-браузер Kiwix.
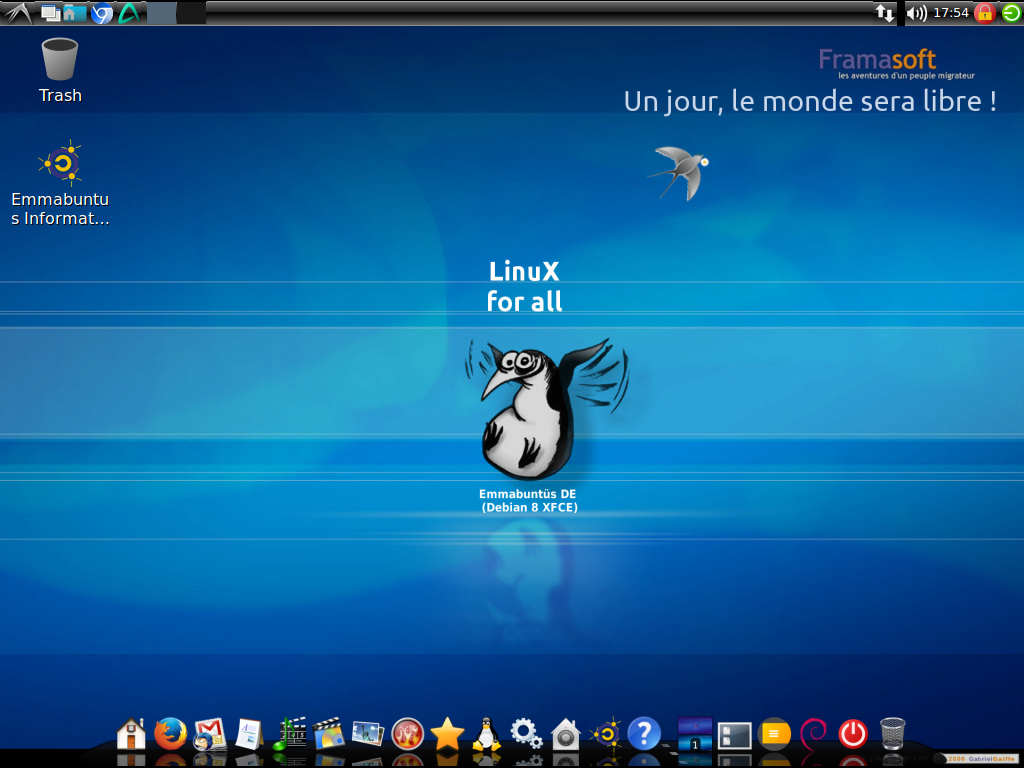
Скриншот Emmabuntüs с LXDE.

## Приложения

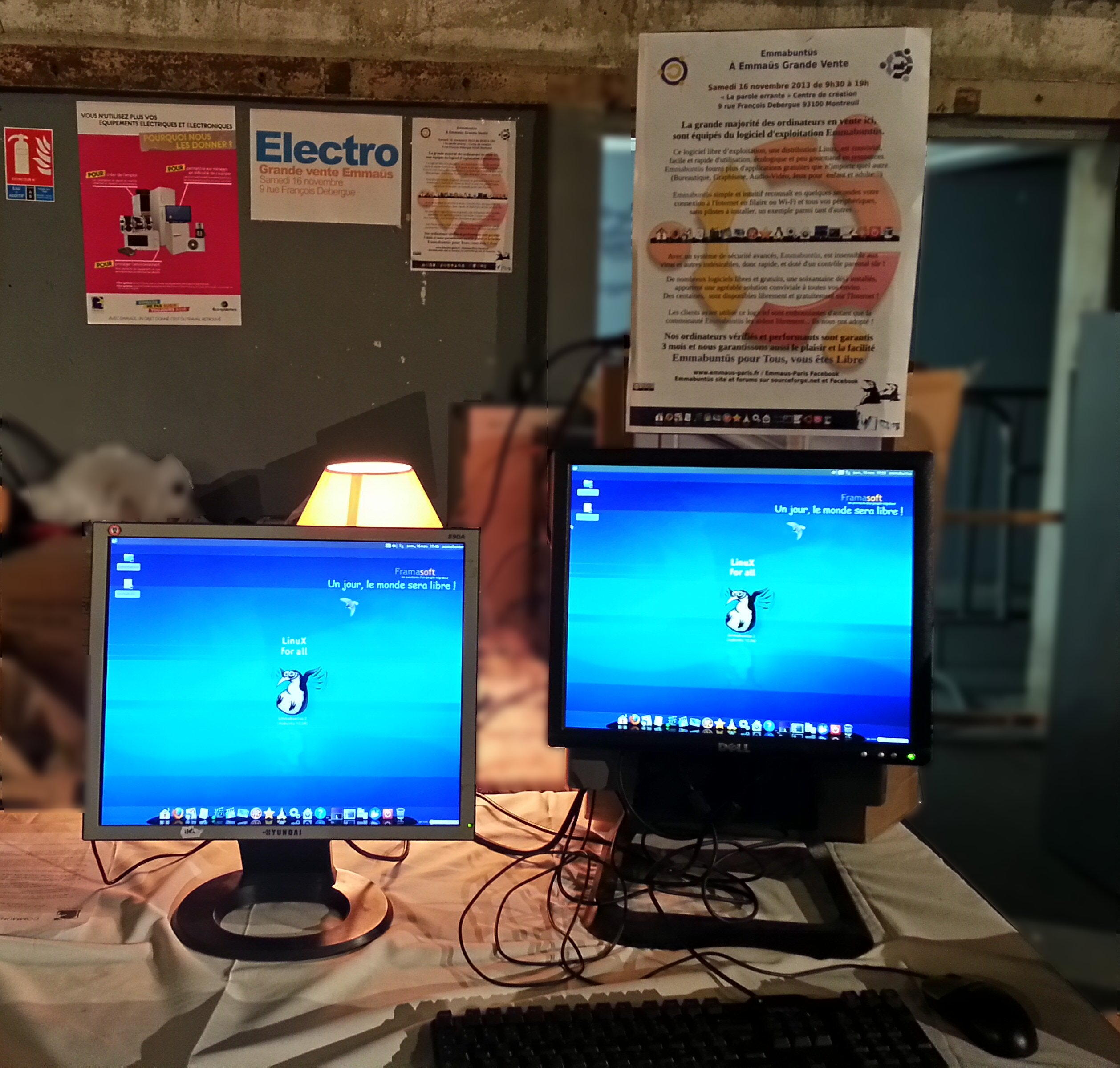
Стенд, продающий компьютеры с Emmabuntüs в Big Sale для Emmaus в Париже

Установлены несколько приложений, которые выполняют одну и ту же задачу, чтобы обеспечить выбор для каждого пользователя, использующего дистрибутив. Вот несколько программ:
- Firefox, и веб-браузеры Chromium с некоторыми расширениями, и плагинами: Flash Player, uBlock Origin, Disconnect, Qwant, HTTPS Everywhere.
- Электронная почта: Mozilla Thunderbird, Evolution.
- Программы для мгновенного обмена сообщениями: Pidgin, Skype, Jitsi.
- Инструменты для получения и отправки данных: FileZilla, Wammu[пол.], qBitTorrent, Transmission.
- Офисные пакеты: AbiWord, Gnumeric, HomeBank, LibreOffice, OOo4Kids, Kiwix, Calibre, Scribus.
- Аудио: Audacious Media Player, Audacity, Clementine, PulseAudio, Sound Juicer.
- Видео: Kaffeine, VLC, GNOME Videos, Cheese, Kdenlive, Transmageddon.
- Фото: Shotwell, gThumb, Picasa, digiKam, GIMP, Inkscape.
- Запись на диск: Brasero, Xfburn.
- Игры: PlayOnLinux, SuperTux, SuperTuxKart, TuxGuitar, Hedgewars.
- Генеалогия: Ancestris.
- Образование: Celestia, GCompris, Stellarium, Tux Paint, TuxMath, Scratch.
- Утилиты: GParted, TeamViewer, Wine, CUPS.

## История версий
| Имя                   | Основан на        | Дата релиза | Размер образа (ГБ) | Графическая оболочка | Архитектура | Версия ядра |
| --------------------- | ----------------- | ----------- | ------------------ | -------------------- | ----------- | ----------- |
| Emmabuntüs Equitable  | Ubuntu 10.04 LTS  | 2012-04-28  | 2,7                | GNOME                | x86         | 2.6.32      |
| Lemmabuntüs Equitable | Lubuntu 10.04 LTS | 2012-03-10  | 1,6                | LXDE                 | x86         | 2.6.32      |
| Emmabuntüs 2          | Xubuntu 12.04 LTS | 2014-12-18  | 3,5                | Xfce или LXDE        | x86 и AMD64 | 3.2.60      |
| Emmabuntüs 3          | Xubuntu 14.04 LTS | 2015-10-12  | 3,8                | Xfce или LXDE        | x86 и AMD64 | 3.19.0      |
| Emmabuntüs DE         | Debian 8          | 2016-06-20  | 3,6                | Xfce или LXDE        | x86 и AMD64 | 3.16.0      |
| Emmabuntüs DE 2       | Debian 9          | 2018-01-29  | 3,5                | Xfce или LXDE        | x86 и AMD64 | 4.9.0       |

По данным SourceForge в августе 2014 года, Emmabuntüs был загружен 97600 раз.